# Friedrich August Christian Eisendecher

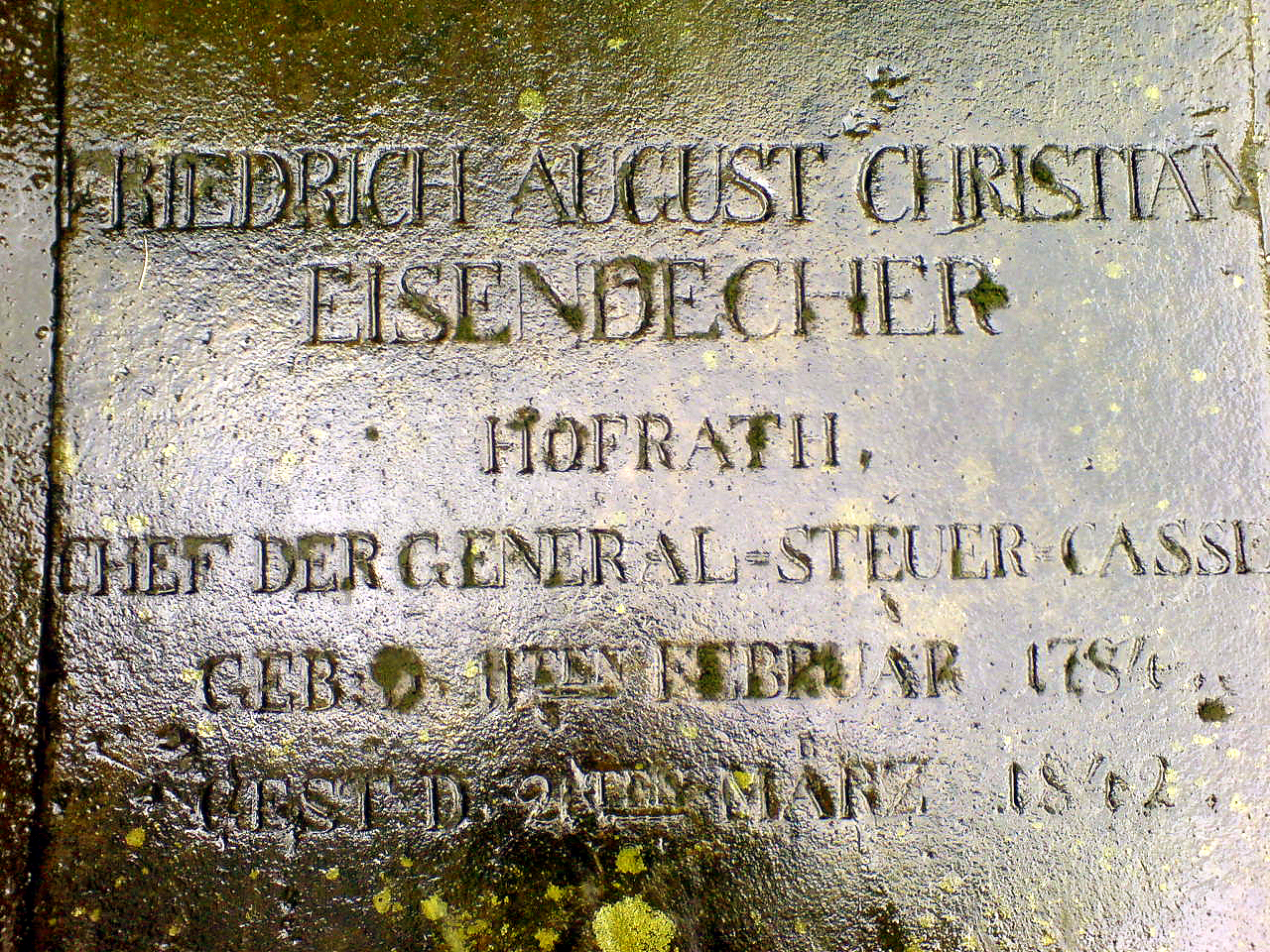
Inschrift der Grabplatte auf dem Neustädter Friedhof

Friedrich August Christian Eisendecher, auch Friedrich Christian August Eisendecher (* 11. Februar 1784; † 21. März 1842 in Hannover) war ein deutscher Hofrat und Leiter der General-Steuerkasse des Königreichs Hannover.

## Leben

### Familie

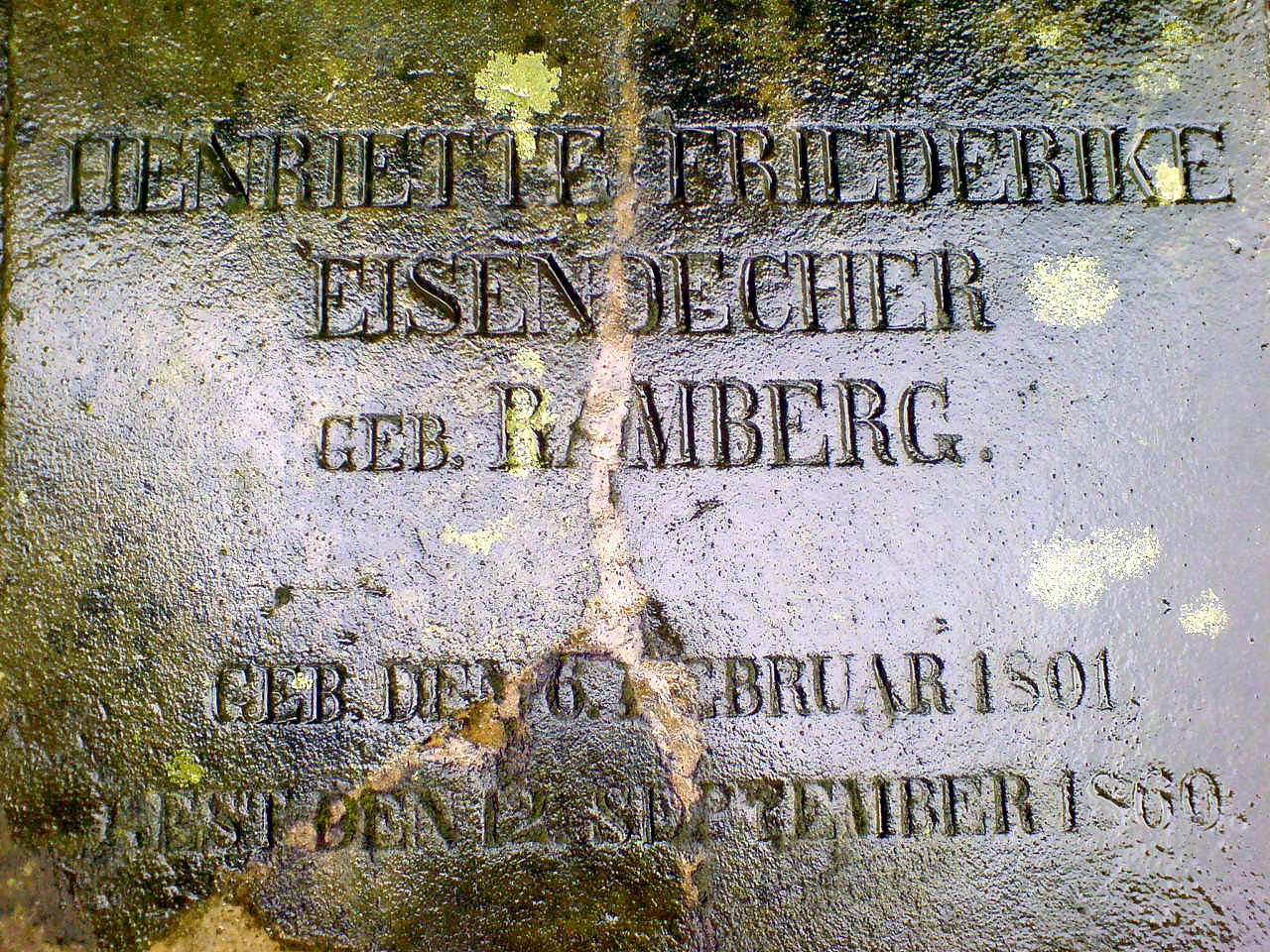
Detail der Grabplatte von Henriette Friederike, geborene Ramberg

Friedrich August Christian Eisendecher war verheiratet mit Henriette Friederike Ramberg (* 6. Februar 1801; † 12. September 1860 in Hannover).
Mit einer Suchmaschine wie etwa Metager finden sich im Internet zahlreiche andere Eisendechers mit ähnlichen Geburtsdaten und ähnlichen Berufen.

### Werdegang
Friedrich August Christian Eisendecher war spätestens seit 1829 Leiter der General-Steuerkasse des Königreiches. Zum damaligen Zeitpunkt bewohnte er laut dem Adressbuch Hannover die „Friedrichstraße 862, im Sommer außer dem Calenberger Thore an der Aue 173“. Eisendecher, der in der Ohe bereits ein älteres Gartenhaus besaß, konnte im Sommer 1830 ein neues Gartenhaus beziehen, dessen Vorentwurf Hofmaurermeister Ernst Ludwig Taentzel von Georg Ludwig Friedrich Laves überarbeiten ließ - die spätere Villa Rosa. Offensichtlich hatte Eisendecher im Anschluss seine Stadtwohnung an der Friedrichstraße ganz aufgegeben, da er im Adressbuch von 1836 nur noch in der Glocksee verzeichnet wurde.
Durch das Staatsgrundgesetz von 1833 für das Königreich Hannover, das der Staats-, Kabinetts- und Finanzminister Caspar Detlev von Schulte maßgeblich mit ausgearbeitet hatte, wurde Eisendechers Generalsteuerkasse mit der bisher dahin unabhängigen Königlichen Generalkasse zu einer einheitlichen Steuerkasse zusammengeführt, die dann dem Haushaltsrecht der Ständeversammlung unterworfen war.
Nach dem Ende der englisch-hannoverschen Personalunion wurde Ernst August, Herzog von Cumberland und fünfter Sohn des englischen Königs Georg III., 1837 König von Hannover. Unmittelbar nach seiner Regierungsübernahme hob er am 1. November 1837 das Staatsgrundgesetz auf, was zu einem Verfassungskonflikt im Königreich führte, „in den auch der hannoversche Magistrat verwickelt war“.
So erlebte Eisendecher die Rückführung in das alte Steuersystem unter Caspar Detlev von Schulte, der nach seiner Entlassung als Kabinettsminister nun in die Rolle als einfacher Departementsminister für die Finanzen zurückgetreten war.

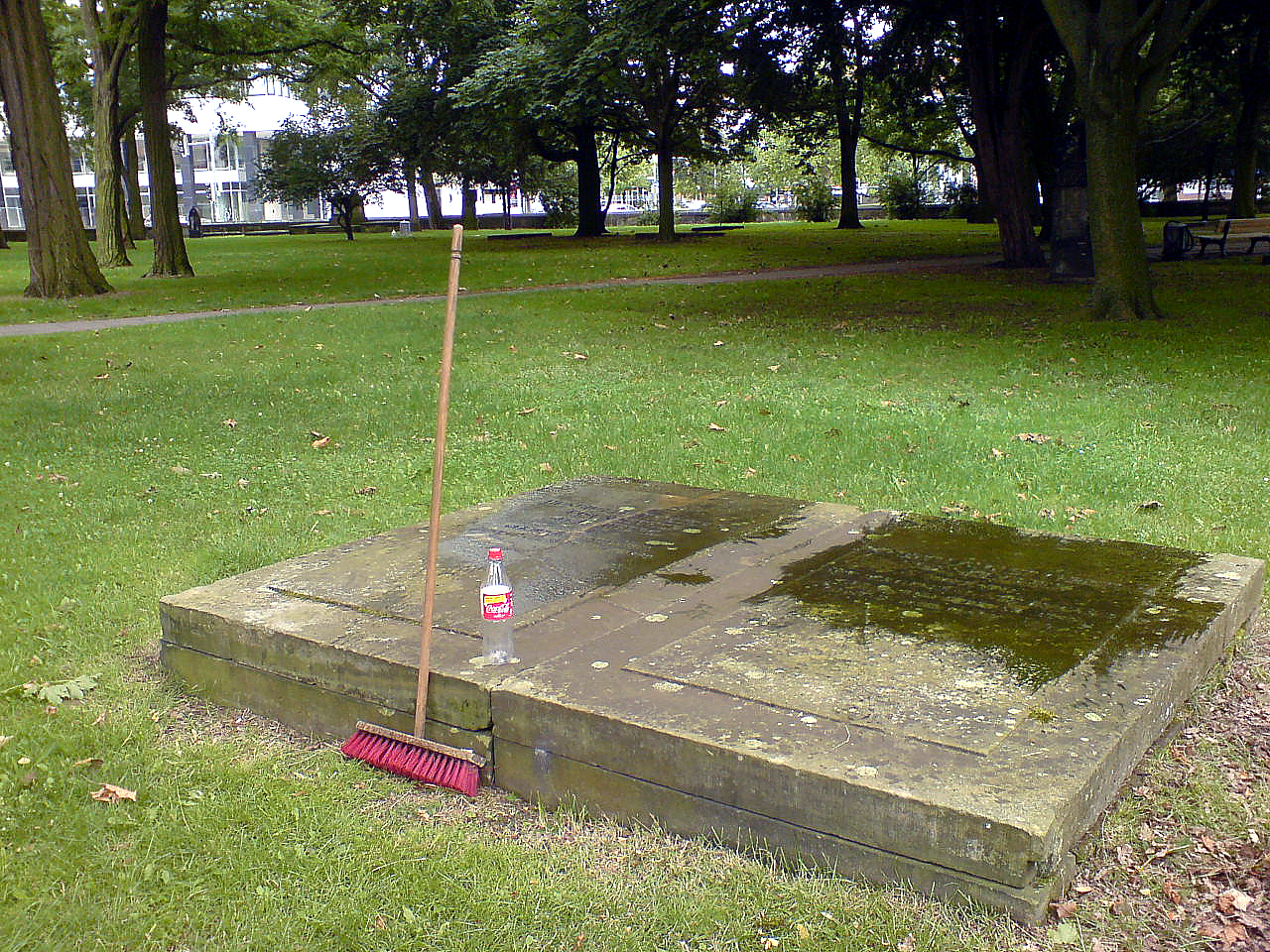
Doppelgrab des Ehepaares auf dem Neustädter Friedhof

Nach dem Tod von Eisendecher verkaufte seine Witwe die Villa in der Glocksee - 1844 tauchte der Name Villa Rosa erstmals im Adressbuch auf - an den österreichischen Wirklichen Geheimen Rat, Freiherr Kress von Kressenstein.
Das Ehepaar Eisendecher ist in einem denkmalgeschützten Doppelgrab auf dem Neustädter Friedhof bestattet.